# ماثيو كيلي
ماثيو كيلي (7 ديسمبر 1994 - ) (بالإنجليزية: Matthew Kelly)‏ هو لاعب كريكت أسترالي. لعب مع فريق غرب أستراليا للكريكت ‏ وPerth Scorchers ‏.

## وصلات خارجية
- ماثيو كيلي على موقع إي آس بي آن كريك إنفو (الإنجليزية)